# Celiuskineț
Celiuskineț (în ucraineană Челюскінець) este o așezare de tip urban din raionul Lutuhîne, regiunea Luhansk, Ucraina. În afara localității principale, nu cuprinde și alte sate.

## Demografie
Componența lingvistică a așezării de tip urban Celiuskineț
     Rusă (65,56%)
     Ucraineană (33,23%)
     Alte limbi (0,24%)
Conform recensământului din 2001, majoritatea populației așezării de tip urban Celiuskineț era vorbitoare de rusă (65,56%), existând în minoritate și vorbitori de ucraineană (33,23%).